# Llista de municipis del districte de Bánovce nad Bebravou
Llista de tots els municipis del districte de Bánovce nad Bebravou de la regió de Trenčín.
Informació actualitzada per un bot. Els canvis manuals es perdran quan s'actualitzi!
| Escut | Municipi              | Població | Superfície km² | Densitat | Altitud | Codi postal                           | Codi territorial | Dades a Wikidata              |
| ----- | --------------------- | -------- | -------------- | -------- | ------- | ------------------------------------- | ---------------- | ----------------------------- |
|       | Borčany               | 265      | 3,1            | 85,21    | 197     | 956 36 (pošta Rybany)                 | SK0221556793     | Modifica les dades a Wikidata |
|       | Brezolupy             | 521      | 6,3            | 82,2     | 222     | 957 01 (pošta Bánovce nad Bebravou 1) | SK0221542741     | Modifica les dades a Wikidata |
|       | Bánovce nad Bebravou  | 16.103   | 26,5           | 606,56   | 209     | 957 01 957 03 957 04                  | SK0221542652     | Modifica les dades a Wikidata |
|       | Chudá Lehota          | 227      | 3,7            | 61,9     | 223     | 956 38 (pošta Šišov)                  | SK0221556408     | Modifica les dades a Wikidata |
|       | Cimenná               | 100      | 3,6            | 27,8     | 271     | 956 37 (pošta Zlatníky)               | SK0221542776     | Modifica les dades a Wikidata |
|       | Dežerice              | 1.150    | 13             | 88,22    | 239     | 957 03 (Bánovce nad Bebravou 3)       | SK0221542822     | Modifica les dades a Wikidata |
|       | Dolné Naštice         | 596      | 4,6            | 128,54   | 205     | 957 01 (pošta Bánovce nad Bebravou 1) | SK0221542849     | Modifica les dades a Wikidata |
|       | Dubnička              | 123      | 8,1            | 15,17    | 255     | 957 03 (pošta Bánovce nad Bebravou 1) | SK0221542857     | Modifica les dades a Wikidata |
|       | Dvorec                | 513      | 2,7            | 192,8    | 210     | 956 55 (pošta Veľké Chlievany)        | SK0221542873     | Modifica les dades a Wikidata |
|       | Haláčovce             | 349      | 4,7            | 74,52    | 220     | 956 55 (pošta Veľké Chlievany)        | SK0221542890     | Modifica les dades a Wikidata |
|       | Horné Naštice         | 529      | 8,6            | 61,76    | 237     | 956 41 (pošta Uhrovec)                | SK0221542920     | Modifica les dades a Wikidata |
|       | Krásna Ves            | 470      | 10,2           | 46,01    | 256     | 956 53 (pošta Slatina nad Bebravou)   | SK0221543080     | Modifica les dades a Wikidata |
|       | Kšinná                | 475      | 41,2           | 11,52    | 350     | 956 41 (pošta Uhrovec)                | SK0221543136     | Modifica les dades a Wikidata |
|       | Libichava             | 138      | 2,6            | 52,59    | 222     | 956 38 (pošta Šišov)                  | SK0221556360     | Modifica les dades a Wikidata |
|       | Malá Hradná           | 407      | 7,9            | 51,46    | 246     | 956 54 (pošta Veľké Držkovce)         | SK0221505072     | Modifica les dades a Wikidata |
|       | Malé Hoste            | 403      | 6,8            | 59,14    | 268     | 956 37 (pošta Zlatníky)               | SK0221505102     | Modifica les dades a Wikidata |
|       | Miezgovce             | 298      | 8,8            | 34,06    | 244     | 957 01 (pošta Bánovce nad Bebravou 1) | SK0221505153     | Modifica les dades a Wikidata |
|       | Nedašovce             | 427      | 6,9            | 61,76    | 202     | 956 35                                | SK0221505200     | Modifica les dades a Wikidata |
|       | Omastiná              | 42       | 12,4           | 3,37     | 334     | 956 41 (pošta Uhrovec)                | SK0221505277     | Modifica les dades a Wikidata |
|       | Otrhánky              | 394      | 4,7            | 84,62    | 232     | 956 55 (pošta Veľké Chlievany)        | SK0221556289     | Modifica les dades a Wikidata |
|       | Pečeňany              | 545      | 6,6            | 82,25    | 197     | 956 36 (pošta Rybany)                 | SK0221505331     | Modifica les dades a Wikidata |
|       | Pochabany             | 275      | 4,3            | 63,73    | 243     | 956 38 (pošta Šišov)                  | SK0221556742     | Modifica les dades a Wikidata |
|       | Podlužany             | 964      | 14             | 68,75    | 170 218 | 956 52                                | SK0221505358     | Modifica les dades a Wikidata |
|       | Pravotice             | 369      | 6              | 61,01    | 218     | 956 35 (pošta Nedašovce)              | SK0221505382     | Modifica les dades a Wikidata |
|       | Prusy                 | 666      | 7,5            | 88,56    | 222     | 957 03 (pošta Bánovce nad Bebravou 1) | SK0221505412     | Modifica les dades a Wikidata |
|       | Ruskovce (Trenčín)    | 518      | 3,4            | 154,24   | 226     | 956 54 (pošta Veľké Držkovce)         | SK0221505447     | Modifica les dades a Wikidata |
|       | Rybany                | 1.489    | 11             | 134,85   | 187     | 956 36                                | SK0221505455     | Modifica les dades a Wikidata |
|       | Slatina nad Bebravou  | 456      | 11,5           | 39,56    | 284     | 956 53                                | SK0221505471     | Modifica les dades a Wikidata |
|       | Slatinka nad Bebravou | 196      | 9,5            | 20,55    | 285     | 956 53 (pošta Slatina nad Bebravou)   | SK0221505480     | Modifica les dades a Wikidata |
|       | Timoradza             | 481      | 10,5           | 45,86    | 235     | 956 52 (pošta Podlužany)              | SK0221505579     | Modifica les dades a Wikidata |
|       | Trebichava            | 36       | 11,8           | 3,06     | 334     | 956 53 (pošta Slatina nad Bebravou)   | SK0221505595     | Modifica les dades a Wikidata |
|       | Uhrovec               | 1.522    | 22,9           | 66,32    | 268     | 956 41                                | SK0221505625     | Modifica les dades a Wikidata |
|       | Uhrovské Podhradie    | 43       | 12,5           | 3,43     | 340     | 956 41 (pošta Uhrovec)                | SK0221505633     | Modifica les dades a Wikidata |
|       | Veľké Chlievany       | 492      | 5,1            | 95,61    | 217     | 956 55                                | SK0221505692     | Modifica les dades a Wikidata |
|       | Veľké Držkovce        | 637      | 12,8           | 49,81    | 243     | 956 54                                | SK0221545651     | Modifica les dades a Wikidata |
|       | Veľké Hoste           | 520      | 8,3            | 62,96    | 230     | 956 38 (pošta Šišov)                  | SK0221505684     | Modifica les dades a Wikidata |
|       | Vysočany              | 118      | 4,3            | 27,31    | 250     | 956 35 (pošta Nedašovce)              | SK0221505765     | Modifica les dades a Wikidata |
|       | Zlatníky              | 694      | 50,4           | 13,76    | 270     | 956 37                                | SK0221505790     | Modifica les dades a Wikidata |
|       | Čierna Lehota         | 110      | 15,2           | 7,23     | 390     | 956 53 (pošta Slatina nad Bebravou)   | SK0221542806     | Modifica les dades a Wikidata |
|       | Ľutov                 | 176      | 8,6            | 20,52    | 248     | 957 03 (pošta Bánovce nad Bebravou 1) | SK0221505056     | Modifica les dades a Wikidata |
|       | Šišov                 | 493      | 9,6            | 51,19    | 270     | 956 38                                | SK0221505552     | Modifica les dades a Wikidata |
|       | Šípkov                | 144      | 11,6           | 12,46    | 270     | 956 53 (pošta Slatina nad Bebravou)   | SK0221505544     | Modifica les dades a Wikidata |
|       | Žitná-Radiša          | 436      | 17,8           | 24,54    | 275     | 956 41 (pošta Uhrovec)                | SK0221505811     | Modifica les dades a Wikidata |